# 荒尾怜音
荒尾 怜音（あらお れおん、2001年5月1日 - ）は、日本の男子バレーボール選手である。

## 来歴
熊本県菊池市出身。3歳でバレーボールを始める。
菊池市立菊池南中学校時代の2016年、全国都道府県対抗中学大会に熊本選抜として水町泰杜とともに全国優勝を経験。中学校までアウトサイドヒッターとしてプレーしていた。
2017年、鎮西高等学校に進学後、リベロに転向。1年生からレギュラーを獲得し、インターハイ・春高バレーの2冠を達成。春高バレーではベストリベロを受賞した。
2020年に早稲田大学スポーツ科学部に進学。当時全日本インカレ3連覇中のチームであったが1年生からレギュラーを獲得し、全日本インカレの優勝（4連覇）に貢献、自身もリベロ賞を獲得した。
1年生の冬に燃え尽き症候群、2年生春に膝の負傷はあったものの、チームは連覇を伸ばし、2年連続でリベロ賞を獲得。
3年生で迎えた2022年はリーグ戦や東日本インカレで優勝を逃し、全日本インカレでも準決勝敗退に終わった。
4年生で迎えた2023年、春秋リーグ・東日本インカレ・全日本インカレの四冠を達成し、全日本インカレではリベロ賞を獲得した。
2024年2月、ヴォレアス北海道への入団内定が発表された。2024-25シーズンのSVリーグでは開幕からベンチ入りし、11月2日の第4節広島サンダーズ戦で初出場、11月30日の第8節東レアローズ静岡戦で初スタメン出場となった。

## 人物
2024年4月、比布町地域おこし協力隊に就任。

## 受賞歴
- 2017年 - 第70回春高バレー ベストリベロ
- 2020年 - 全日本インカレ リベロ賞
- 2021年 - 全日本インカレ リベロ賞
- 2023年 - 全日本インカレ リベロ賞

## 所属チーム
- 菊池市立菊池南中学校（2014-2017年）
- 鎮西高等学校（2017-2020年）
- 早稲田大学（2020-2024年）
- ヴォレアス北海道（2024年-）